# محوطه گرماب
محوطه گرماب مربوط به دوره اشکانیان - دوره ساسانیان است و در شهرستان گیلانغرب، بخش گواور، دهستان گواور، ۱۰۰۰ متری شمال شرقی روستای گرماب واقع شده و این اثر در تاریخ ۲۷ اسفند ۱۳۸۶ با شمارهٔ ثبت ۲۲۳۹۹ به‌عنوان یکی از آثار ملی ایران به ثبت رسیده است.